# ゴールデン・スパイ
『ゴールデン・スパイ』（原題：天機：富春山居圖、英語題：Switch）は、2013年に公開された中国・香港合作のアクション・サスペンス・犯罪映画である。スン・ジャンジュン（孫健君）監督。アンディ・ラウ（劉徳華）、トン・ダーウェイ（佟大為）、チャン・チンチュー（張静初）、リン・チーリン（林志玲）主演。

## 出演
- アンディ・ラウ - シォウ
- チャン・チンチュー - リン
- リン・チーリン - リサ
- トン・ダーウェイ - 山本
- スーチン・ガオワー - ラファイエット
- チャン・グァンベイ
- シー・ティアンチー